# Drosicha maskelli
Drosicha maskelli är en insektsart som först beskrevs av Cockerell 1902.  Drosicha maskelli ingår i släktet Drosicha och familjen pärlsköldlöss. Inga underarter finns listade i Catalogue of Life.